# U-Bahnhof Hönow

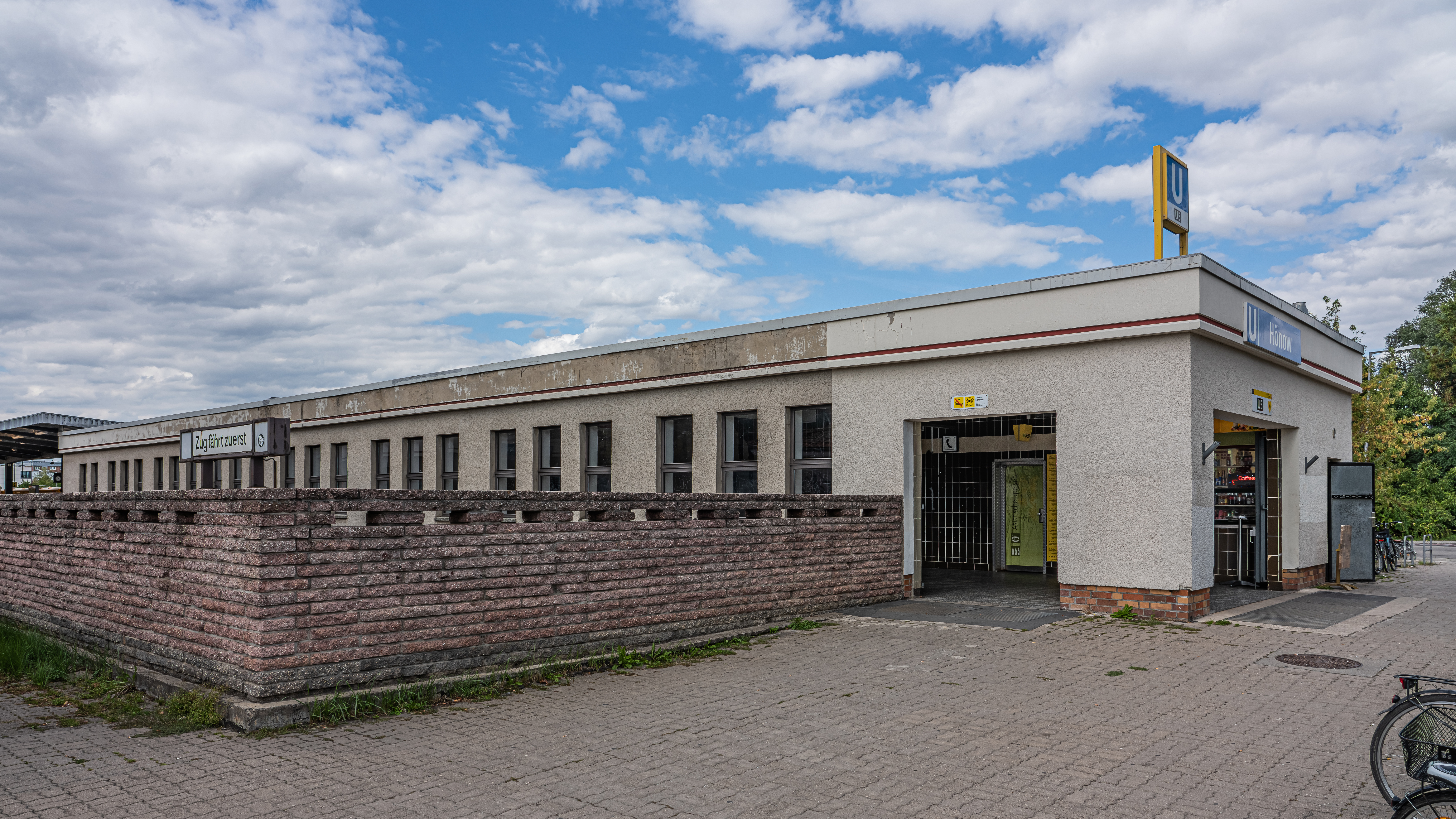
Bahnhofseingang an der Mahlsdorfer Straße

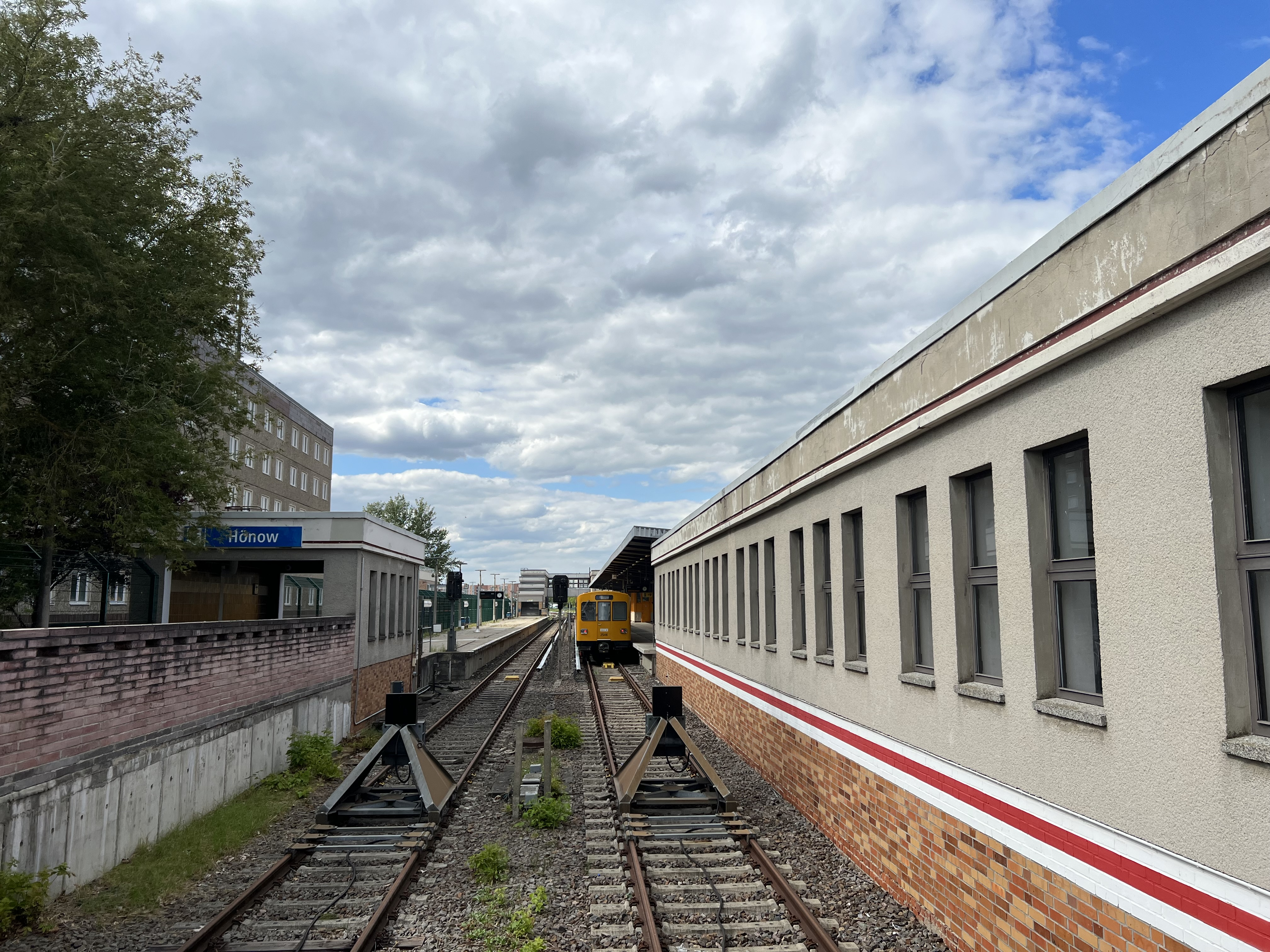
U-Bahnhof Hönow

Der U-Bahnhof Hönow ist der östliche Endpunkt der Linie U5 der Berliner U-Bahn. Er ist nach dem angrenzenden brandenburgischen Ort Hönow im ehemaligen DDR-Bezirk Frankfurt (Oder) benannt, zu dessen Gebiet der Bahnhof zur Zeit seiner Erbauung gehörte. Seit den Gebietsanpassungen im Zuge der deutschen Wiedervereinigung liegt er im Berliner Ortsteil Hellersdorf. Sein Kürzel gemäß BVG-Schema lautet Hö, und er befindet sich in der VBB-Tarifzone B.

## Geschichte
Die Station wurde am 30. Juni 1989 nach rund vierjähriger Bauzeit eingeweiht. Am darauffolgenden Morgen verkehrte ab 4:38 Uhr der erste reguläre Zug von Hönow als Linie E auf der Neubaustrecke durch das Neubaugebiet Hellersdorf. Zusammen mit acht weiteren Bahnhöfen auf der Linie U5 wurde der Bahnhof Hönow im November 2023 unter Denkmalschutz gestellt.

## Lage und Aufbau

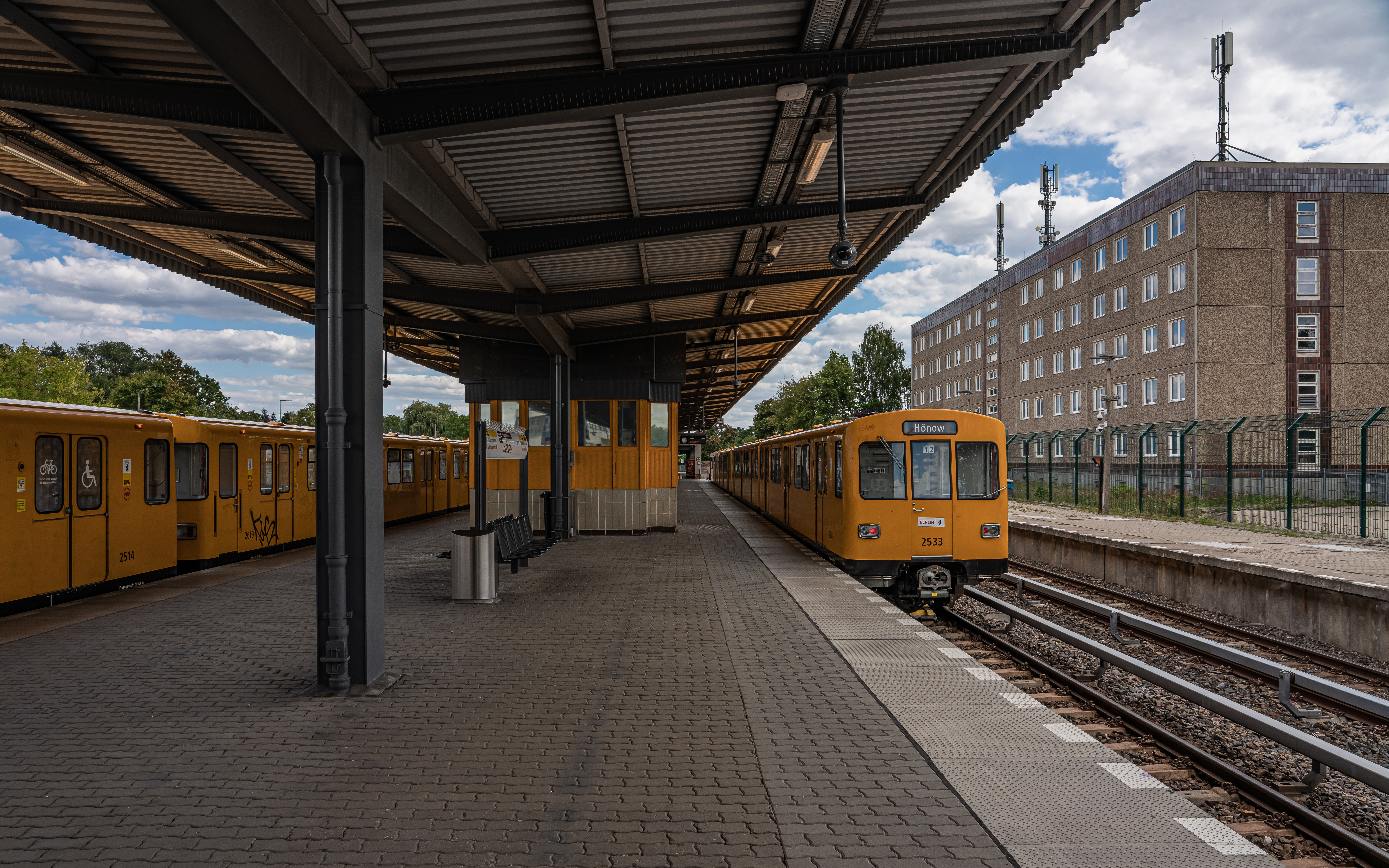
Bahnsteig

Der U-Bahnhof befindet sich an der östlichen Berliner Stadtgrenze zum Ortsteil Hönow der Gemeinde Hoppegarten. Nördlich führt die Böhlener Straße parallel zum Bahnsteig entlang, südlich der Bahnsteige befindet sich eine Abstellanlage der U-Bahn. Der östliche Ausgang, der die Grenze zwischen den Bundesländern Berlin und Brandenburg markiert, führt zur Mahlsdorfer Straße.
Der Bahnhof ist als Kopfbahnhof mit drei Bahnsteiggleisen angelegt. Die Anlage umfasst einen Seiten- und Mittelbahnsteig mit drei Gleisen für den Personenverkehr, der Seitenbahnsteig wird regulär nicht bedient. Neben dem Ausgang zur Mahlsdorfer Straße gibt es eine Fußgängerbrücke am westlichen Bahnsteigende mit Abgängen zur Böhlener Straße sowie zur Abstellanlage. Diverse Funktionsgebäude komplettieren die Anlage. Kennfarbe der Station ist Grau. Das Design des U-Bahnhofes ist fast identisch mit fast allen auf der Strecke zwischen Biesdorf-Süd und Hönow.
Die Abstellanlage kann sowohl von Hönow als auch vom benachbarten U-Bahnhof Louis-Lewin-Straße aus angefahren werden. Sie verfügte ursprünglich über 17 Abstellgleise mit einer Regelnutzlänge von 120 Meter. Platz für eine optionale Erweiterung der Anlage war ebenso vorhanden. Die inzwischen teilweise zurückgebaute Anlage diente zum Abstellen der Verstärkerzüge nach Hönow. Da der Verkehr nach der politischen Wende stark zurückging, wurden diese Kapazitäten nicht mehr benötigt.

## Anbindung

### U-Bahn
| Linie | Verlauf |
| ----- | --- |
|       | Hauptbahnhof – Bundestag – Brandenburger Tor – Unter den Linden – Museumsinsel – Rotes Rathaus – Alexanderplatz – Schillingstraße – Strausberger Platz – Weberwiese – Frankfurter Tor – Samariterstraße – Frankfurter Allee – Magdalenenstraße – Lichtenberg – Friedrichsfelde – Tierpark – Biesdorf-Süd – Elsterwerdaer Platz – Wuhletal – Kaulsdorf-Nord – Kienberg (Gärten der Welt) – Cottbusser Platz – Hellersdorf – Louis-Lewin-Straße – Hönow |

### Busverkehr
| Linie | Verlauf                                   | Betreiber | Takt  |
| ----- | ----------------------------------------- | --------- | ----- |
| 395   | S Mahlsdorf → U Hönow → S Mahlsdorf       | BVG       | 20    |
| 935   | U Hönow ↔ Seeberg ↔ Altlandsberg          | mobus     | 60    |
| 941   | U Hönow ↔ Hoppegarten, Digitalstr.        | mobus     | 20/60 |
| 943   | S Hoppegarten ↔ U Hönow ↔ Hönow, Nord     | mobus     | 20/60 |
| N5    | Riesaer Str. ↔ U Hönow ↔ S+U Hauptbahnhof | BVG       | 30    |

Anmerkung: Die Buslinie N5 ist ein Nachtbus und verkehrt nur in den Nächten von So/Mo bis Do/Fr und ersetzt in diesem Zeitraum die U-Bahnlinie 5, weswegen sie auch parallel zu dieser verkehrt. Fr/Sa und Sa/So fährt jedoch auch nachts die U5.

## Besonderheiten
Während der U-Bahnhof Hönow im Berliner Tarifgebiet B liegt, liegen die Bushaltestellen für den U-Bahnhof im Tarifbereich C. Somit benötigt man beim Umstieg von U-Bahn zum Bus einen anderen Fahrschein. Darüber gab es bereits Beschwerden, besonders weil man auf der Buslinie 395 auf der Fahrt zwischen Mahlsdorf und Hellersdorf auch ein C-Ticket benötigt, da diese Linie über einige Haltestellen in Hönow fährt.